# Resolució 762 del Consell de Seguretat de les Nacions Unides
La Resolució 762 del Consell de Seguretat de les Nacions Unides, fou adoptada per unanimitat el 30 de juny de 1992. Després de reafirmar les resolucions 713 (1991), 721 (1991), 724 (1991), 743 (1992), 727 (1992), 740, 749 (1992), 757, 758, 760 i 761 (1992) el Consell va instar a totes les parts a complir els seus compromisos amb el pla de les Nacions Unides a l'antiga Iugoslàvia i completin el cessament d'hostilitats.
També va instar a Croàcia a retirar l'exèrcit de l'exèrcit croat de la seva última ofensiva a Dalmàcia a posicions preses abans del 21 de juny de 1992 i va instar la resta unitats de l'Exèrcit Popular Iugoslau, així com les forces de defensa territorials a Croàcia i també les forces irregulars a complir estrictament amb el pla de manteniment de la pau de les Nacions Unides.
La resolució 762 també va recomanar l'establiment d'una Comissió Mixta, integrada per representants del govern del Govern de Croàcia i dels servis locals que haurien de consultar "si fos necessari o apropiat" "les autoritats a Belgrad sobre les seves funcions en relació amb el seguiment de les autoritats policials i la retirada dels dos exèrcits de les àrees protegides de les Nacions Unides i les "zones roses" fora del control de les Nacions Unides. També va autoritzar un augment de 120 policies civils i 60 oficials militars a la Força de Protecció de les Nacions Unides.
Reafirmant l'embargament d'armes i les conseqüències que podria tenir el col·lapse del pla de les Nacions Unides a Iugoslàvia, el Consell va tornar a demanar a totes les parts que cooperessin de nou amb la Conferència sobre Iugoslàvia amb la finalitat d'assolir un acord polític coherent amb els principis de l'Organització per a la Seguretat i la Cooperació a Europa.
Croàcia no va complir i no va retirar el seu exèrcit.